# Buenoa artafrons
Buenoa artafrons är en insektsart som beskrevs av Truxal 1953. Buenoa artafrons ingår i släktet Buenoa och familjen ryggsimmare. Inga underarter finns listade i Catalogue of Life.